# Влажные тропические леса Ацинананы
Влажные тропические леса Ацинананы (фр. Forêts humides de l'Atsinanana) — реликтовые леса, расположенные на восточном побережье острова Мадагаскар. Уникальная, географически изолированная зона, образовавшаяся здесь около 60 миллионов лет назад, привела к крайне высокому уровню эндемизма (более 80 % видов, распространённых в лесах Ацинананы, не встречается в других местах).
В 2007 году ряд природоохранных зон, расположенных на территории лесов, был включён в список объектов Всемирного наследия ЮНЕСКО, а в 2010—2025 годах леса находились в списке объектов Всемирного наследия, находящихся под угрозой уничтожения.

## Физико-географические характеристики
Долгое время Мадагаскар был частью древнего континента Гондвана и находился между Африкой и Индией. Около 160 млн лет назад он отделился от Африки, а 60 млн лет назад — от Индии. Длительная изолированность привела к появлению уникального биоразнообразия острова, который иногда называют «седьмым континентом».
Влажные тропические леса в основном расположены на восточном побережье острова, а также на севере. Влажный ветер, дующий с Индийского океана, вступает во взаимодействие с сухим климатом западной части острова. На севере, в районе национального парка Масуала, возможны тропические циклоны.

## Флора и фауна
Около 12 000 видов растений, произрастающих во влажных тропических лесах, являются эндемиками данной местности.
В лесах Ацинананы обитает большое количество животных, занесённых в Красный список МСОП. Из 123 видов бескрылых млекопитающих Мадагаскара 78 видов обитают в этих лесах, почти все они занесены в Красный список. Все 25 видов млекопитающих, характерных только для данной местности, включены в красный список: 8 находится в критическом состоянии, 9 — в опасном, ещё 5 — под угрозой.

## Охрана территории

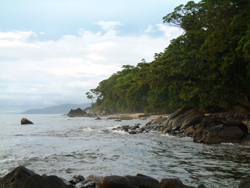
Национальный парк «Масуала»

Охраной территории лесов занимается несколько государственных заповедников и национальных парков. Для включения в список Всемирного наследия было номинировано 8 национальных парков, представляющих 20-25 % общей площади лесов по всему восточному побережью острова. Помимо хорошо изученных территорий национальных парков, таких как Марудзедзи, Масуала, «Мидунги», Андухахела, другие участки, в частности Захамена, «Ранумафана», Андрингитра, изучены слабо.
Вместе с тем, в объект Всемирного наследия, общая площадь которого составляет 479,66 км², попали только некоторые участки шести из восьми номинированных национальных парков и существует вероятность, что другие территории имеют большее биоразнообразие, чем номинированные.
В таблице представлены все составные части объекта Всемирного наследия.
| №  | Районы                                                                                    | Национальный парк | Площадь, км² | Координаты                      |
| -- | ----------------------------------------------------------------------------------------- | ----------------- | ------------ | ------------------------------- |
| 1  | Сава (фр. Sava)                                                                           | Марудзедзи        | 597,52       | 14°27′35″ ю. ш. 49°42′09″ в. д. |
| 2  | Сава — Аналанджируфу (Sava – Analanjirofo)                                                | Масуала           | 11,65        | 15°09′57″ ю. ш. 50°16′18″ в. д. |
| 3  | Сава — Аналанджируфу (Sava – Analanjirofo)                                                | Масуала           | 0,84         | 15°15′44″ ю. ш. 50°16′32″ в. д. |
| 4  | Сава — Аналанджируфу (Sava – Analanjirofo)                                                | Масуала           | 7,32         | 15°27′55″ ю. ш. 50°11′09″ в. д. |
| 5  | Сава — Аналанджируфу (Sava – Analanjirofo)                                                | Масуала           | 4,76         | 15°34′16″ ю. ш. 50°07′32″ в. д. |
| 6  | Сава — Аналанджируфу (Sava – Analanjirofo)                                                | Масуала           | 32,56        | 15°45′39″ ю. ш. 49°58′29″ в. д. |
| 7  | Алаутра-Мангуру — Аналанджируфу — Ацинанана (Alaotra-Mangoro – Analanjirofo – Atsinanana) | Захамена          | 698,99       | 17°37′45″ ю. ш. 48°43′30″ в. д. |
| 8  | Ватувави-Фитувинани — Верхняя Мациатра (Vatovavy Fitovinany – Haute Matsiatra)            | Ранумафана        | 251,86       | 21°05′24″ ю. ш. 47°18′00″ в. д. |
| 9  | Ватувави-Фитувинани (Vatovavy Fitovinany)                                                 | Ранумафана        | 137,06       | 21°07′12″ ю. ш. 47°12′36″ в. д. |
| 10 | Ватувави-Фитувинани (Vatovavy Fitovinany)                                                 | Ранумафана        | 16,08        | 21°11′24″ ю. ш. 47°15′00″ в. д. |
| 11 | Ихурумбе — Верхняя Мациатра (Ihorombe – Haute Matsiatra)                                  | Андрингитра       | 320,74       | 22°13′22″ ю. ш. 46°55′44″ в. д. |
| 12 | Ануси (Anosy)                                                                             | Андухахела        | 645,47       | 24°45′10″ ю. ш. 46°47′09″ в. д. |